# بابلو مورايس
بابلو مورايس (بالبرتغالية: Pablo Morais‏) عارض ازياء وممثل برازيلي، ولد في غويانيا، 4 فبراير 1993 وانتقل إلى ريو دي جانيرو عام 2008 للعمل كعارض ازياء وانضم إلى فرقة نوز دومورو المسرحية، وشارك في مسرحيات محلية ومسلسلات تلفزيونية.

## روابط خارجية
- بابلو مورايس على موقع IMDb (الإنجليزية)
- بابلو مورايس على موقع قاعدة بيانات الفيلم (الإنجليزية)